# Milan (Ohio)
Milan es una villa ubicada en los condados de Erie y Huron en el estado estadounidense de Ohio. En el Censo de 2010 tenía una población de 1367 habitantes y una densidad poblacional de 438,37 personas por km².

## Geografía
Milan se encuentra ubicada en las coordenadas 41°17′20″N 82°36′7″O / 41.28889, -82.60194. Según la Oficina del Censo de los Estados Unidos, Milan tiene una superficie total de 3.12 km², de la cual 3.07 km² corresponden a tierra firme y (1.58%) 0.05 km² es agua.

## Celebridades
- Thomas Alva Edison nació aquí.

## Demografía
Según el censo de 2010, había 1367 personas residiendo en Milan. La densidad de población era de 438,37 hab./km². De los 1367 habitantes, Milan estaba compuesto por el 97.51% blancos, el 0.66% eran afroamericanos, el 0.15% eran amerindios, el 0.59% eran asiáticos, el 0% eran isleños del Pacífico, el 0.22% eran de otras razas y el 0.88% pertenecían a dos o más razas. Del total de la población el 1.76% eran hispanos o latinos de cualquier raza.